# Восьме чуття
«Восьме чуття» (англ. Sense8 — гра слів, побудована на співзвучності назви зі словом sensate) — американський науково-фантастичний телесеріал, створений Ліллі і Ланою Вачовскі спільно із Джозефом Майклом Стражинскі. Разом вони також написали сценарій і спродюсували шоу. Всі серії вийшли на сервісі Netflix 5 червня 2015 року. Більшу частину епізодів Вачовскі зрежисерували самі, режисерами решти матеріалів стали люди, з якими вони вже співпрацювали раніше, в тому числі Том Тиквер). «Восьме чуття» — перший серіал, створений на студії Дж. Майкла Стражинскі JMS.
Протягом сюжету вісім незнайомих людей, які живуть у різних частинах світу, несподівано для себе виявляють ментальний і емоційний зв'язок одне з одним. «Восьме чуття» досліджує теми політичних поглядів, ідентичності, сексуальності і гендеру, котрі, на думку авторів, у науково-фантастичних серіалах упускаються або висвітлюються слабко.

## Сюжет
«Восьме чуття» розповідає про вісьмох незнайомих людей (Сміт, Мідлтон, Амін, Пе, Сильвестре, Десае, Рімельт, Клейтон) з різних культур, з різних частин світу, які раптово виявляють психічний та емоційний зв'язок одне з одним — еволюційний стрибок технологічного походження. Джонас (Ендрюс), таємничий і могутній незнайомець, намагається зібрати всіх їх разом. У той же час Містер Вісперс (Манн) і його організація намагаються вистежити і знищити їх. Кожна серія присвячена одній з дійових осіб та її історії.

## Акторський склад

### Головні дійові особи

#### Сенсейти
- Емел Амін (англ. Aml Ameen) — Кафеус, водій автобуса із загостреним чуттям справедливості із Найробі, який намагається заробити на ліки для матері, хворої на СНІД.
- Пе Ду На (кор.배두나) — Сун Пак, сеульська підприємиця і зірка підпільного кікбоксингу, хибно обвинувачена через свого брата в привласненні майна.
- Джеймі Клейтон (англ. Jamie Clayton) — Номі Маркс, трансгендерна жінка, політична блогерка і хакерка із Сан-Франциско, має дівчину Аманіту.
- Тіна Десаї (англ. Tena Desae) — Кала Дандекар, фармацевтка із Мумбаї, яка мусить одружитися з нелюбом, закохана в Вольфганга.
- Таппенс Мідлтон (англ. Tuppence Middleton) — Райлі Блю, діджейка із Рейк'явіка із складним минулим, що змусило її втекти до Лондона; її чоловік і дочка загинули; закохана у Вілла.
- Макс Рімельт (нім. Max Riemelt) — Вольфганг Богданов, грабіжник сейфів із Берліна із складним минулим, закоханий в Калу.
- Мігель Анхель Сільвестре (ісп. Miguel Ángel Silvestre) — Літо Родрігес, відомий мексиканський актор, який приховує, що він гей, і свої стосунки із мистецтвознавцем Ернандо.
- Браян Джей Сміт (англ. Brian J. Smith) — Вілл Горскі, поліцейський із Чикаго, закоханий в Райлі.

#### Інші дійові особи
- Деріл Ганна (англ. Daryl Hannah) — Аджеліка «Енджел» Тюрінг, сенсейтка із старого кластера, "мати" нового кластера, являється їм у видіннях.
- Навін Ендрюс (англ. Naveen Andrews) — Джонас Малікі, хоче допомогти головним героям і героїням, належить до іншої групи людей з такими ж здібностями.
- Фріма Аґіман (англ. Freema Agyeman) — Аманіта, партнерка Номі.
- Анупам Кхер (англ. Anupam Kher) — Саньям Дандекар, батько Кали, кухар та власник ресторану.
- Терренс Манн (англ. Terrence Mann) — Містер Вісперс, очолює групу людей, які полюють за головними героями, в минулому був людиною зі схожими здібностями.

## Епізоди
| Сезон | Сезон | Епізоди | Епізоди       | Оригінальна дата показу |
| ----- | ----- | ------- | ------------- | ----------------------- |
|       | 1     | 12      | 12            | 5 червня 2015           |
|       | 2     | 2       | 1             | 23 грудня 2016          |
| 10    | 2     | 2       | 5 травня 2017 |                         |
| 1     | 2     | 2       | 8 червня 2018 |                         |

### Сезон 1 (2015)
| №  | #  | Назва                                                | Режисер                | Сценарист                                       | Дата показу   |
| -- | -- | ---------------------------------------------------- | ---------------------- | ----------------------------------------------- | ------------- |
| 1  | 1  | «Limbic Resonance»                                   | Лана та Ендрю Вачовскі | Лана та Ендрю Вачовскі, Джозеф Майкл Стражинскі | 5 червня 2015 |
| 2  | 2  | «I Am Also a We»                                     | Лана та Ендрю Вачовскі | Лана та Ендрю Вачовскі, Джозеф Майкл Стражинскі | 5 червня 2015 |
| 3  | 3  | «Smart Money Is on the Skinny Bitch»                 | Лана та Ендрю Вачовскі | Лана та Ендрю Вачовскі, Джозеф Майкл Стражинскі | 5 червня 2015 |
| 4  | 4  | «What’s Going On?»                                   | Том Тиквер             | Лана та Ендрю Вачовскі, Джозеф Майкл Стражинскі | 5 червня 2015 |
| 5  | 5  | «Art Is Like Religion»                               | Джеймс Мактіг          | Лана та Ендрю Вачовскі, Джозеф Майкл Стражинскі | 5 червня 2015 |
| 6  | 6  | «Demons»                                             | Лана та Ендрю Вачовскі | Лана та Ендрю Вачовскі, Джозеф Майкл Стражинскі | 5 червня 2015 |
| 7  | 7  | «WWN Double D?»                                      | Джеймс Мактіг          | Лана та Ендрю Вачовскі, Джозеф Майкл Стражинскі | 5 червня 2015 |
| 8  | 8  | «We Will All Be Judged by the Courage of Our Hearts» | Ден Гласс              | Лана та Ендрю Вачовскі, Джозеф Майкл Стражинскі | 5 червня 2015 |
| 9  | 9  | «Death Does not Let You Say Goodbye»                 | Лана та Ендрю Вачовскі | Лана та Ендрю Вачовскі, Джозеф Майкл Стражинскі | 5 червня 2015 |
| 10 | 10 | «What Is Human?»                                     | Лана та Ендрю Вачовскі | Лана та Ендрю Вачовскі, Джозеф Майкл Стражинскі | 5 червня 2015 |
| 11 | 11 | «Just Turn the Wheel and the Future Changes»         | Том Тиквер             | Лана та Ендрю Вачовскі, Джозеф Майкл Стражинскі | 5 червня 2015 |
| 12 | 12 | «I Can not Leave Her»                                | Лана та Ендрю Вачовскі | Лана та Ендрю Вачовскі, Джозеф Майкл Стражинскі | 5 червня 2015 |